# 小行星9768
小行星9768（英語：9768 Stephenmaran）是一颗围绕太阳公转的小行星。1992年4月5日，卡罗琳·舒梅克、尤金·舒梅克在帕洛马山发现了此天体。
这颗小行星的绝对星等为136.43144等。